# Yuri Mujin
Yuri Mujin –en ruso Юрий Валерьевич Мухин– (Rusia, 14 de agosto de 1971) es un nadador ruso retirado especializado en pruebas de estilo libre media distancia, donde consiguió ser subcampeón mundial en 1994 en los 4x200 metros estilo libre.

## Carrera deportiva
En el Campeonato Mundial de Natación de 1994 celebrado en Roma, ganó la medalla de plata en los relevos de 4x200 metros estilo libre, con un tiempo de 7:18.13 segundos, tras Suecia (oro con 7:17.74 segundos) y por delante de Alemania (bronce con 7:19.10 segundos).